# Dikobraz
Dikobraz (lapcímének magyar fordítása sül) szatirikus képes hetilap az egykori Csehszlovákiában illetve Csehországban. Első lapszámát 1945. július 27-én adták ki. A Rudé Právo lapkiadó jelentette meg Prágában 16 oldal terjedelemben. Ezen népszerű lap példányszáma az 1970-es évek végén 525 000 volt. Magazín Dikobrazu című különszáma évente két alkalommal 300 000 példányszámban, naptári melléklete pedig évente egy alkalommal Minikalendář címen megközelítőleg 265 000 példányszámban jelent meg. A lapot az 1989-es rendszerváltás után Nový Dikobraz címmel adták ki, de lapcímét később az eredetire módosították. A lap 1995-ben szűnt meg.